# Псамафа (дочь Кротопа)
Псамафа, Псамата (др.-греч. Ψάμαθη) — персонаж древнегреческой мифологии. Дочь Кротопа. Родила сына Лина от Аполлона, но, боясь отца, выкинула ребёнка. Бывшие при стаде Кротопа собаки разорвали ребёнка, за это Аполлон наслал на город аргосцев чудовище Пэну, похищавшую детей у матерей. По истолкованию, Аполлон наслал на город чуму.
По Павсанию, этот Лин не тождествен автору поэм, могилы их обоих были в Аргосе.
- См. Овидий. Ибис 574.